# Gouvernement Sigurðardóttir I
République d'Islande
Haarde II Sigurðardóttir II
Le gouvernement Jóhanna Sigurðardóttir I (Fyrsta ríkisstjórn Jóhönnu Sigurðardóttur) est le gouvernement de la République d'Islande, dirigé par la Première ministre Jóhanna Sigurðardóttir, entre le 1er février et le 10 mai 2009. Formé par les deux partis de la gauche islandaise, l'Alliance et le Mouvement des verts et de gauche, il s'agit d'un gouvernement minoritaire constitué à la suite de la chute, en pleine crise économique et politique ayant débouché sur la révolution islandaise, du gouvernement Haarde II, emmené par le Premier ministre Geir Haarde (Parti de l'indépendance) et auquel participait l'Alliance.
Le 25 avril, des élections législatives anticipées se déroulent et les deux partis de la coalition obtiennent la majorité. Ils renouvellent leur accord et forment le gouvernement Sigurðardóttir II.

## Historique

### Formation
Dirigé par la nouvelle Première ministre social-démocrate Jóhanna Sigurðardóttir, il était soutenu par une coalition gouvernementale de gauche entre l'Alliance (Sam) et le Mouvement des verts et de gauche (Vg), qui disposaient de 27 députés sur 63 à l’Althing, soit 42,8 % des sièges.
Il s'agit d'un gouvernement minoritaire formé en remplacement du second gouvernement du conservateur Geir Haarde, soutenu par une grande coalition entre le Parti de l'indépendance (Sja) et la Sam. Il a été renversé à la suite des conséquences de la crise financière dont le pays était victime.

### Succession
Le cabinet a ensuite organisé des élections législatives anticipées, au cours desquelles il a remporté une solide majorité absolue de trente-quatre sièges, qui a permis la formation du Gouvernement Sigurðardóttir II.

## Composition
| Fonction                                                                              | Titulaire | Titulaire                      | Parti |
| ------------------------------------------------------------------------------------- | --------- | ------------------------------ | ----- |
| Premier ministre                                                                      |           | Jóhanna Sigurðardóttir         | Sam   |
| Ministre des Finances Ministre de la Pêche et de l'Agriculture                        |           | Steingrímur J. Sigfússon       | Vg    |
| Ministre des Affaires étrangères Ministre de l'Industrie, de l'Énergie et du Tourisme |           | Össur Skarphéðinsson           | Sam   |
| Ministre des Communications                                                           |           | Kristján Möller                | Sam   |
| Ministre du Commerce                                                                  |           | Gylfi Magnússon                | Ind   |
| Ministre de l'Éducation                                                               |           | Katrín Jakobsdóttir            | Vg    |
| Ministre de la Justice et des Affaires ecclésiastiques                                |           | Ragna Árnadóttir               | Ind   |
| Ministre des Affaires sociales et de la Sécurité sociale                              |           | Ásta Ragnheiður Jóhannesdóttir | Sam   |
| Ministre de l'Environnement                                                           |           | Kolbrún Halldórsdóttir         | Vg    |
| Ministre de la Santé                                                                  |           | Ögmundur Jónasson              | Vg    |